# Arrêt Dames Dol et Laurent
L'arrêt Dames Dol et Laurent est une décision rendue par le Conseil d’État le 28 février 1919. Cet arrêt autorise les restrictions exceptionnelles des libertés fondamentales, rattaché à la théorie des circonstances exceptionnelles.

## Faits et procédure

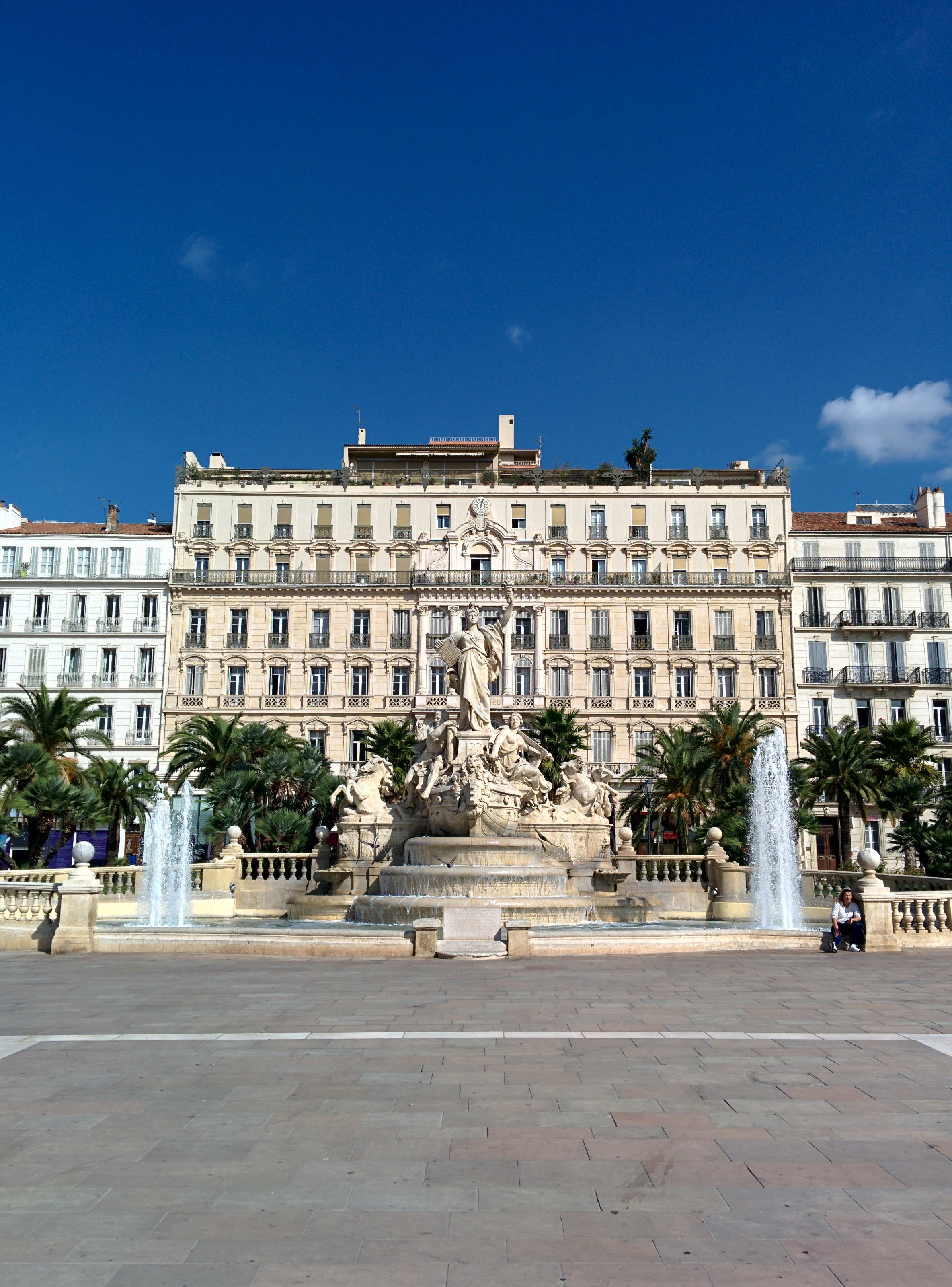
Place de la Liberté à Toulon

Durant la première guerre mondiale, de nombreux soldats étaient postés dans la base militaire de Toulon. Ce stationnement militaire s'est accompagné du développement de la prostitution dans la région. Les autorités locales ont alors craint que la multiplication des contacts entre les soldats et les prostituées aboutissent à la divulgation de secrets militaires ou à la transmission de maladies aux soldats.
Le préfet du Var a donc émit une série d'arrêtés interdisant aux bars de la région de servir de l'alcool ou d'autres substances aux filles seules ou accompagnées et de les employer. Ces arrêtés interdisent également aux prostituées de racoler en dehors de zones réservées.
Un recours pour excès de pouvoir contre ces arrêtés, a été déposé par plusieurs prostituées (dont les dames Dol et Laurent) ainsi que des gérants de bars. Les plaignants arguaient que de telles mesures portaient atteinte à la liberté de commerce et à la liberté d'aller et venir.

## Problème de droit
Le Conseil d’État devait vérifier la légalité des interdictions préfectorales. Le préfet se défendait en considérant que l'état de guerre était une circonstance suffisante pour justifier des atteintes à la liberté de circulation ou de commerce. Le Conseil devait donc statuer sur l'existence de telles circonstances.

## Solution
Le Conseil d’État donne raison au préfet du Var, considérant que « les limites des pouvoirs de police dont l'autorité  publique dispose pour le maintien de l'ordre et de la sécurité, [...] ne sauraient être les mêmes dans le temps de paix et pendant la période de guerre où les intérêts de la défense nationale donnent au principe de l'ordre public une extension plus grande et exigent pour la sécurité  publique des mesures plus rigoureuses. » Le Conseil reconnait en effet, que la situation de guerre était une circonstance présentant « un caractère tout particulier de gravité dont l'autorité publique avait le devoir de se préoccuper ». Ainsi les arrêtés préfectoraux sont légaux et justifiés par le contexte. Il y a donc des circonstances exceptionnelles, d'une particulière gravité qui justifient l'entrave à certains libertés fondamentales telles que la liberté de circulation et la liberté de commerce.